# Catoira
Catoira és un municipi de la província de Pontevedra, a Galícia, pertanyent a la Comarca de Caldas. Té 4 parròquies -Dimo, Catoira, Abalo i Oeste-. Limita amb els ajuntaments de Rianxo, Valga, Caldas de Reis, Vilagarcía de Arousa i amb el riu Ulla.
Les Festes més importants són: El Romiatge Viking (declarada d'interès turístic internacional) i les Festes Patronals-locals de San Antonio de Pàdua, dintre de les quals se celebra la popular Festa gastronòmica "de la Solla".

## Ciutats agermanades
- Frederikssund, Dinamarca